# جامعة القصيم
26°20′55″N 43°46′01″E / 26.348727°N 43.766921°E

جامعة القصيم؛ هي جامعة سعودية حكومية تقع في منطقة القصيم بالمملكة العربية السعودية، تأسست عام 2004 بعد دمج عدد من الكليات التي كانت تابعة لجامعة الملك سعود وجامعة الإمام محمد بن سعود الإسلامية.
تقدم الجامعة مجموعة واسعة من البرامج الأكاديمية في مختلف التخصصات، مثل: العلوم الصحية، والهندسة، والعلوم الإنسانية، والعلوم الطبيعية، والعلوم الإدارية والاجتماعية. وتوفر بيئة تعليمية وبحثية تساهم في تنمية المجتمع المحلي لتحقيق التميز الأكاديمي والبحثي، وتُعتبر الجامعة من الجامعات الرائدة في المملكة ولها دور كبير في تحقيق رؤية السعودية 2030 من خلال تطوير التعليم العالي والبحث العلمي.

## نشأة جامعة القصيم
انطلقت الجامعة باسمها الجديد (جامعة القصيم) حاملة إرثًا أكاديميًّا وبحثيًّا يمتد إلى أكثر من أربعة عقود في المنطقة إذ إن بعض الكليات استقبلت طلابها منذ العام 1401هـ، أنشئت الجامعة تنفيذًا للخطة الوطنية في توسيع التعليم العالي والجامعات، وصدر القرار السامي ذو الرقم 22042/ب/7 بإنشاء جامعة القصيم في العام الدراسي 1424 / 1423هـ وكانت حينها تشتمل على سبع كليات تابعة لفرعي جامعة الإمام محمد بن سعود الإسلامية وجامعة الملك سعود في منطقة القصيم؛ وبهذا أصبحت الجامعة الأولى في المنطقة.
وتعدُّ جامعة القصيم من أوائل الجامعات الحديثة من حيث النشأة والتطور والتوسع وتحقيقًا لتوجيهات حكومة خادم الحرمين الشريفين للنهوض بالعملية التعليمية، فقد فتحت كليات جديدة نظرًا لتزايد أعداد خريجي الثانوية العامة في جميع مناطق القصيم. ارتفع عدد الكليات في العام الجامعي 1428/1427هـ نتيجة لضم كليات المعلمين وكليات التربية للبنات في مدن منطقة القصيم (وعددها تسع كليات) إلى الجامعة. كما شهد العام الجامعي 1429/1428هـ ضم وإعادة هيكلة الكليات الصحية (وعددها أربع) والتي كانت تابعة لوزارة الصحة، كما استمر التوسع في إنشاء الكليات الجديدة في جامعة القصيم ليصل العدد إلى (38) كلية متواجدة في (12) محافظة في منطقة القصيم إضافة إلى المقر الرئيس في المدينة الجامعية بالمليداء، بالإضافة إلى عمادة الخدمات التعليمية المشرفة على السنة التحضيرية وعمادة خدمة المجتمع المشرفة على برامج الدبلومات المختلفة وتتوزع كليات الجامعة على مختلف مناطق القصيم.
والتعليم في الجامعة لا يقتصر على منهج الدراسة بالطرق التقليدية فقط؛ بل أنشئت عمادة التعلم الإلكتروني والتعليم عن بعد؛ لكي تواكب التطورات العلمية والتقنية والحضارية، وتسهيلاً على الراغبين من الطلاب والطالبات في مواصلة مسيرتهم الدراسية في مجال التعليم العالي.
ودعمت حكومة المملكة هذه الجامعة وما وفرته لها كان له أثرٌ واضح في تحولها إلى جامعة عصرية يبلغ عدد طلابها في الوقت الراهن (66894) طالب وطالبة ينتمون لأكثر من (80) دولة حول العالم. وتحتل الجامعة مكانة متميزة بين مؤسسات التعليم العالي في المملكة، وتعدُّ من الجامعات الحكومية الشاملة في المملكة العربية السعودية.

## مقرات الجامعة
• المقر الرئيس بالمدينة الجامعية.
• مقر محافظة عنيزة.
• مقر محافظة الرس.
• مقر محافظة البكيرية.
• مقر محافظة المذنب.
• مقر محافظة عقلة الصقور.
• مقر محافظة البدائع.
• مقر محافظة النبهانية.
• مقر محافظة ضرية.
• مقر محافظة الأسياح.

## كليات الجامعة

### الكليات العربية والإنسانية
- كلية الأعمال والاقتصاد[5] تضم (قسم نظم المعلومات الإدارية وإدارة الإنتاج، قسم المحاسبة، قسم التمويل، قسم التأمين، قسم الاقتصاد قسم إدارة الأعمال، قسم إدارة العمليات)
- كلية الشريعة[6] تضم (قسم القرآن وعلومه، قسم الفقه، قسم العقيدة والمذاهب المعاصرة، قسم السنة وعلومها، قسم الدعوة والثقافة، قسم الأنظمة، قسم أصول الفقه)
- كلية اللغات والعلوم الإنسانية[7] تضم (قسم علم النفس، قسم تعليم اللغة العربية لغير الناطقين بها، قسم اللغة العربية وآدابها، قسم اللغة الإنجليزية وآدابها، قسم الجغرافيا، قسم الاجتماع والخدمة الاجتماعية(
- كلية التربية[8] تضم (قسم تقنيات التعليم، قسم المناهج وطرق التدريس، قسم القيادة التربوية، قسم الطفولة المبكرة، قسم التعليم الأساسي، قسم التربية الخاصة، قسم التربية البدنية وعلوم الحركة، قسم أصول التربية)

### الكليات الهندسية والعلمية
- كلية الحاسب[9] وتضم (قسم هندسة الحاسب، قسم علوم الحاسب، قسم تقنية المعلومات، قسم الأمن السيبراني)
- كلية العلوم[10] وتضم (قسم الكيمياء، قسم الفيزياء، قسم الرياضيات، قسم الأحياء، قسم الإحصاء وبحوث العمليات )
- كلية الهندسة[11] وتضم (قسم الهندسة المدنية، قسم الهندسة الميكانيكية، قسم الهندسة الكيميائية، قسم الهندسة الكهربائية، قسم الهندسة الصناعية)
- كلية العمارة والتخطيط[12] وتضم (قسم العمارة، قسم التخطيط)
- كلية الفنون والتصاميم[13] وتضم (قسم تصميم الأزياء، قسم الفن التشكيلي)
- كلية الزراعة والأغذية[14] وتضم (قسم وقاية النبات، قسم علوم الأغذية وتغذية الإنسان، قسم إنتاج النبات، قسم إنتاج الحيوان والدواجن، قسم الهندسة الزراعية، قسم البيئة والموارد الطبيعية)

### الكليات الصحية
- كلية الطب[15] وتضم (قسم الأشعة والتصوير الطبي، قسم الأنف والأذن والحنجرة، قسم الباطنة، قسم التشريح والأنسجة، قسم التعليم الطبي، قسم الجراحة، قسم الأمراض الجلدية، قسم الطب النفسي، قسم جراحة العظام، قسم النساء والولادة، قسم طب الأسرة والمجتمع، قسم طب الأطفال، قسم طب الطوارئ والعناية والتخدير، قسم العيون، قسم علم الأحياء والمناعة، قسم علم الأمراض، قسم وظائف الأعضاء )
- كلية العلوم الطبية التطبيقية[16] وتضم (قسم علل النطق والسمع، قسم تقنية الأشعة، قسم المعلوماتية الصحية، قسم المختبرات الطبية، قسم العلوم الصحية الأساسية، قسم العلاج الوظيفي، قسم العلاج الطبيعي، قسم الصحة العامة، قسم البصريات)
- كلية الصيدلة[17] وتضم (قسم ممارسة الصيدلة، قسم علم الأدوية والسموم، قسم الكيمياء الطبية والعقاقير، قسم الصيدلانيات)
- كلية طب الأسنان[18] وتضم (قسم علوم طب الأسنان التحفظية، قسم علوم الاستعاضة السنية، قسم علاج اللثة وطب الفم، قسم طب المجتمع لصحة الفم وعلم الأوبئة، قسم جراحة الوجه والفكين، قسم العلوم الفموية الأساسية وتعليم طب الأسنان، قسم التقويم وطب أسنان الأطفال، قسم علوم تشخيص الفم والوجه والفكين)
- كلية التمريض[19] وتضم (قسم صحة الأم والطفل، قسم الصحة النفسية والعقلية وصحة المجتمع، قسم تمريض الباطني والجراحي، قسم التعليم التمريضي)
- كلية الطب البيطري[20] وتضم (قسم العلوم الطبية الحيوية، قسم العلوم الإكلينيكية، قسم الطب الوقائي البيطري، قسم الأمراض والتشخيص المخبري)

### الكلية التطبيقية
تضم دبلومات في (مساعد طبيب أسنان، محضرو المختبرات، فني رعاية مرضى، تعليم اللغة العربية لغير الناطقين بها، خدمة العملاء، تقنية الطاقة الشمسية، تطوير الويب، تصميم وتحليل النظم، تصميم صفحات الويب وتجربة المستخدم، إدارة وتنظيم الفعاليات، أنظمة المؤسسة وإدارة البيانات، إدارة سلاسل الإمداد والعمليات اللوجستية، المحاسبة العامة، السلامة والأمن الصناعي، الدعم الفني، الحوسبة السحابية، الجرافيكس والوسائط المتعددة، التعقيم الطبي، التسويق والمبيعات، التسويق الرقمي، الأمن السيبراني، البرمجة والتطبيقات).

## الاعتمادات والتصنيفات

### الاعتمادات
الاعتماد المؤسسي من المركز الوطني للتقويم والاعتماد الأكاديمي، اعتماد كامل غير مشروط.

### الاعتمادات الدولية
البرامج المعتمدة من ABET:
| الكلية  | البرنامج الأكاديمي  | الفترة      |
| ------- | ------------------- | ----------- |
| الحاسب  | علوم الحاسب         | 2016 - 2027 |
| الحاسب  | تقنية المعلومات     | 2016 - 2027 |
| الحاسب  | هندسة الحاسب        | 2016 - 2027 |
| الهندسة | الهندسة المدنية     | 2008 - 2027 |
| الهندسة | الهندسة الميكانيكية | 2008 - 2027 |
| الهندسة | الهندسة الكهربائية  | 2008 - 2027 |

البرامج المعتمدة من AACSB:
| الكلية            | البرنامج الأكاديمي         | الفترة      |
| ----------------- | -------------------------- | ----------- |
| الاقتصاد والإدارة | بكالوريوس إدارة الأعمال    | 2021 - 2026 |
| الاقتصاد والإدارة | بكالوريوس التمويل          | 2021 - 2026 |
| الاقتصاد والإدارة | بكالوريوس المحاسبة         | 2021 - 2026 |
| الاقتصاد والإدارة | نظم المعلومات الإدارية     | 2021 - 2026 |
| الاقتصاد والإدارة | ماجستير إدارة الاعمال      | 2015 - 2026 |
| الاقتصاد والإدارة | ماجستير محاسبة             | 2015 - 2026 |
| الاقتصاد والإدارة | ماجستير التمويل            | 2015 - 2026 |
| الاقتصاد والإدارة | الدكتوراه في إدارة الاعمال | 2015 - 2026 |

البرامج المعتمدة من ACPE:
| الكلية  | البرنامج الأكاديمي | الفترة                  |
| ------- | ------------------ | ----------------------- |
| الصيدلة | دكتور صيدلي        | فبراير2017 - فبراير2029 |

الاعتماد من الهيئة الدولية لاعتماد المدربين ومراكز التدريب (IBCT):
| المراكز                      | الفترة        |
| ---------------------------- | ------------- |
| مركز تنمية القيادات والقدرات | ساري حتى الآن |

الاعتماد المهني لمعايير التدريب من المركز الأمريكي للتدريب والتطوير (ACTD):
| المراكز                      | الفترة        |
| ---------------------------- | ------------- |
| مركز تنمية القيادات والقدرات | ساري حتى الآن |

الاعتماد البرامجي وفق هيئة تقويم التعليم والتدريب:
| اسم البرنامج                                | Name of Program                                    |
| ------------------------------------------- | -------------------------------------------------- |
| دبلوم تعليم اللغة العربية لغير الناطقين بها | Diploma inTeaching Arabic to Non - Native Speakers |

| اسم البرنامج                            | Name of Program                                      |
| --------------------------------------- | ---------------------------------------------------- |
| ماجستير إدارة الأعمال                   | Master in Business Administration                    |
| ماجستير العلوم في المالية               | Master of Science in Finance                         |
| ماجستير العلوم في الرياضيات البحتة      | Master of science in Pure Mathematics                |
| ماجستير العلوم الهندسة الكهربائية       | Master of Electrical Engineering                     |
| ماجستير العلوم في هندسة الطاقة المتجددة | Master of Science in Reneawable Energy Engineering   |
| ماجستير العلوم في الهندسة المدنية       | Master of Science in Civil Engineering               |
| ماجستير العلوم في الهندسة الميكانيكية   | Master of Science in Mechanical Engineering          |
| ماجستير أصول الفقه                      | Master program in usul al-fiqh                       |
| ماجستير العقيدة والمذاهب المعاصرة       | PhD in Creed and Contemporary Doctrines (AGDH)       |
| ماجستير التربية في الإرشاد النفسي       | Master of Education in Psychological Counseling      |
| ماجستير الآداب في الدراسات اللغوية      | Master of Arts in Linguistic Studies                 |
| ماجستير الآداب في الدراسات الأدبية      | Master of Arts in Literary Studies                   |
| ماجستير التربية في تقنيات التعليم       | Master of Education in Educational Technology        |
| ماجستير أصول التربية                    | Master of Education (MED) in Educational Foundations |
| ماجستير الإدارة التربوية                | Master of Educational Administration                 |

| اسم البرنامج                            | Name of Program                               |
| --------------------------------------- | --------------------------------------------- |
| بكالوريوس إدارة الأعمال                 | Bachelor of Business Administration           |
| بكالوريوس المحاسبة                      | Bachelor of Accounting                        |
| بكالوريوس التمويل                       | Bachelor of Finance                           |
| بكالوريوس نظم المعلومات الإدارية        | Bachelor of Management Information Systems    |
| بكالوريوس دكتور صيدلة                   | Bachelor of Doctor of Pharmacy                |
| بكالوريوس العلوم في الكيمياء            | Bachelor of Science in Chemistry              |
| بكالوريوس الفيزياء                      | Bachelor of Science in Physics                |
| بكالوريوس الرياضيات                     | Bachelor of Science in Mathematics            |
| بكالوريوس الإحصاء                       | Bachelor of Science in Statistics             |
| بكالوريوس تصميم الأزياء                 | Bachelor of Fashion Design                    |
| بكالوريوس العلوم الهندسة الكهربائية     | Bachelor of Electrical Engineering            |
| بكالوريس العلوم في الهندسة المدنية      | Bachelor of Science in Civil Engineering      |
| بكالوريوس العلوم في الهندسة الميكانيكية | Bachelor of Science in Mechanical Engineering |
| بكالوريوس الهندسة الكهربائية            | Bachelor of Electrical Engineering            |
| بكالوريس الهندسة المدنية                | Bachelor of Science in Civil Engineering      |
| بكالوريوس الهندسة الميكانيكية           | Bachelor of Science in Mechanical Engineering |
| بكالوريوس طب وجراحة الفم والأسنان       | Bachelor of Dental Surgery (BDS)              |
| بكالوريوس الأنظمة                       | Bachelor of law                               |
| بكالوريوس الدراسات الإسلامية            | Bachelor of Islamic studies                   |
| البكالوريوس في الجغرافيا                | Bachelor of Geography                         |
| بكالوريوس التاريخ والتراث               | Bachelor of History and Heritage              |
| بكالوريوس اللغة الإنجليزية وآدابها      | Bachelor of English language and literature   |
| بكالوريوس اللغة العربية وآدابها         | Bachelor of Arabic Language and Literature    |
| بكالوريوس علوم المختبرات الطبية         | Bachelor of Medical Laboratory Sciences       |
| بكالوريوس دكتور بصريات                  | Bachelor of Doctor of Optometry               |
| بكالوريوس تقنيات الأشعة                 | Bachelor of Radiologic Technology             |
| بكالوريوس دكتور علاج طبيعي              | Bachelor of Doctor of Physical Therapy        |
| بكالوريوس التغذية الاكلينيكية           | Bachelor of Clinical Nutrition                |
| بكالوريوس الصحة العامة                  | Bachelor of Public health                     |
| بكالوريوس صحة الفم والأسنان             | Bachelor of Dental Hygiene                    |
| بكالوريوس المعلوماتية الصحية            | Bachelor of Health Informatics                |
| بكالوريوس الإدارة الصحية                | Bachelor of Health Administration             |
| بكالوريوس الطب والجراحة                 | Bachelor of Medicine and surgery              |
| بكالوريوس دكتور طب                      | Bachelor of Doctor of Medicine                |
| بكالوريوس علوم الأغذية وتغذية الانسان   | Bachelor of Food Science and Human Nutrition  |
| بكالوريوس العمارة                       | Bachelor of Archtecture                       |
| بكالوريوس الطب البيطري                  | Bachelor of Veterinary Medicine               |

### التصنيفات
QS World University Rankings:
| الترتيب                           | المجال                           |
| --------------------------------- | -------------------------------- |
| 801 - 850 من أصل 1501 مؤسسة مصنفة | تصنيف الكيو إس للجامعات العالمية |
| 279 من أصل 562 مؤسسة مصنفة        | تصنيف الكيو إس للجامعات الآسيوية |
| 37 من أصل 245 مؤسسة مصنفة         | تصنيف الكيو إس للجامعات العربية  |

Times Higher Education:
| الترتيب                           | المجال                                |
| --------------------------------- | ------------------------------------- |
| 601 - 800                         | تصنيف التايمز للجامعات العالمية       |
| 34                                | تصنيف التايمز للجامعات العربية        |
| 301 - 400                         | تصنيف التايمز Impact                  |
| 251 - 300 من أصل 1172 مؤسسة مصنفة | تصنيف التايمز للجامعات الناشئة        |
| 301 - 400                         | تصنيف التايمز لعلوم الحاسب            |
| 401 - 500                         | تصنيف التايمز لمجال الاقتصاد والادارة |
| 401 - 500                         | تصنيف التايمز لمجال الطب والصحة       |
| 301 - 400                         | تصنيف التايمز لمجال التعليم           |
| 251 - 300                         | تصنيف التايمز لمجال الهندسة           |
| 501 - 600                         | تصنيف التايمز لمجال علوم الفيزياء     |
| 501 - 600                         | تصنيف التايمز لمجال علوم الحياة       |

Shanghai Ranking:
| الترتيب   | المجال                                                    |
| --------- | --------------------------------------------------------- |
| 701 - 800 | تصنيف شانقهاي الأكاديمي للجامعات العالمية                 |
| 201 - 300 | تصنيف شانقهاي الأكاديمي للجامعات العالمية لمجال الرياضيات |
| 401 - 500 | تصنيف شانقهاي لمجال الصيدلة والعلوم الصيدلانية            |

UI Green Metric:
| الترتيب العالمي | المجال                          |
| --------------- | ------------------------------- |
| 48              | تصنيف الجامعات الخضراء العالمي  |
| 85              | مجال بيئة العمل والبنية التحتية |
| 13              | مجال الطاقة والتغير المناخي     |
| 318             | مجال إدارة النفايات             |
| 51              | مجال الاستخدام الأمثل للمياه    |
| 167             | مجال إدارة النقل                |
| 128             | مجال التعليم                    |

| الترتيب المحلي | المجال                          |
| -------------- | ------------------------------- |
| 1              | تصنيف الجامعات الخضراء العالمي  |
| 1              | مجال بيئة العمل والبنية التحتية |
| 1              | مجال الطاقة والتغير المناخي     |
| 1              | مجال إدارة النفايات             |
| 1              | مجال الاستخدام الأمثل للمياه    |
| 1              | مجال إدارة النقل                |
| 1              | مجال التعليم                    |

- حصول جامعة القصيم على المرتبة 1361 عالميًا في تصنيف الويب ماتركس.
- 91 اعتماد برامجي محلي ودولي من 6 جهات اعتماد دولية.
- حصول جامعة القصيم على العضوية الامريكية الدولية لمنظمة “شيا CHEA”
- انضمام جامعة القصيم إلى عضوية مرصد IREG الدولي الذي يعد أكبر مظلة لاعتماد معايير تصنيف الجامعات حول العالم[23].

## رؤساء الجامعة
| الرئيس                               | الفترة                      | المصدر        |
| ------------------------------------ | --------------------------- | ------------- |
| أ.د. خالد بن عبد الرحمن الحمودي      | 2004م - 2016م               | [ 24 ]        |
| أ.د. عبدالرحمن بن حمد بن محمد الداود | 18 مايو 2016م - أبريل 2024م | [ 25 ]        |
| أ.د. محمد بن فهد الشارخ              | 9 أبريل 2024م - إلى الآن    | [ 26 ] [ 27 ] |

## وصلات خارجية
- الموقع الرسمي لجامعة القصيم
- مكتبة جامعة القصيم